# Candia Lomellina
Candia Lomellina is een gemeente in de Italiaanse provincie Pavia (regio Lombardije) en telt 1639 inwoners (31-12-2004). De oppervlakte bedraagt 27,8 km², de bevolkingsdichtheid is 61 inwoners per km².
De volgende frazioni maken deel uit van de gemeente: Terrasa.

## Demografie
Candia Lomellina telt ongeveer 765 huishoudens. Het aantal inwoners daalde in de periode 1991-2001 met 3,3% volgens cijfers uit de tienjaarlijkse volkstellingen van ISTAT.
| Jaar | Inwoneraantal |
| ---- | ------------- |
| 1991 | 1702          |
| 2001 | 1646          |

## Geografie
Candia Lomellina grenst aan de volgende gemeenten: Breme, Casale Monferrato (AL), Cozzo, Frassineto Po (AL), Langosco, Motta de' Conti (VC), Valle Lomellina.